# گوتنک
گوتنک (به آلمانی: Guteneck) یک شهر در آلمان است که در بایرن واقع شده‌است.

## خصوصیات
گوتنک ۳۵٫۰۶ کیلومترمربع مساحت دارد ۳۹۰-۶۰۳ متر بالاتر از سطح دریا واقع شده‌است.